# 科斯塔鏟鼻鯰
科斯塔鏟鼻鯰（學名：Listrura costai），為輻鰭魚綱鯰形目毛鼻鯰科的其中一種。分布於南美洲巴西里約熱內盧Jurumirim河流域，體長可達3.4公分，棲息在水質清澈、植被覆蓋茂密的溪流底層水域，生活習性不明。